# Je' sku' tale me' Jør'nsen
Je' sku' tale me' Jør'nsen er en dansk stumfilm fra 1917, der er instrueret af Lau Lauritzen Sr. efter manuskript af Kai Allen.

## Handling
Nokke og Jørgensen er sporvejsskinneslibere og gode venner. Jørgensen drikker for meget, og Nokke arbejder ihærdigt, men uden succes, på at få ham til at droppe flasken. Da Jørgensen ender på hospitalet er Nokke straks på pletten for at tale nogle alvorsord med sin syge ven. Desværre er Nokke ikke den skarpeste kniv i skuffen, og i sin søgen efter patienten får personalet det indtryk, at Nokke selv bør indlægges. Lykkes det ham nogensinde at tale med Jørgensen?

## Medvirkende
- Rasmus Christiansen - Nokke, sporvejsskinnesliber
- Charles Willumsen - Jørgensen, sporvejsskinnesliber
- Astrid Krygell
- Kate Fabian